# بارتي نكست دور
بارتي نكست دور (بالإنجليزية: PartyNextDoor) (و. 1993 – م) هو مغني، وكاتب غنائي، ومنتج أسطوانات من كندا. ولد في ميسيساغا.

## روابط خارجية
- بارتي نكست دور على موقع IMDb (الإنجليزية)
- بارتي نكست دور على موقع ميوزك برينز (الإنجليزية)
- بارتي نكست دور على موقع أول ميوزيك (الإنجليزية)
- بارتي نكست دور على موقع ديسكوغز (الإنجليزية)
- بارتي نكست دور على موقع قاعدة بيانات الفيلم (الإنجليزية)